# Марио Рънко
Марио Рънко (на английски: Mario Runco) е астронавт от НАСА, участник в три космически полета.

## Образование
Марио Рънко завършва колежа Sacred Heart School  в Бронкс, Ню Йорк през 1966 г. През 1970 г. завършва колежа Cardinal Hayes High School в Бронкс. През 1974 г. става бакалавър по физика и планетарни науки в Градския колеж на Ню Йорк. През 1976 г. получава магистърска степен по атмосферна физика в Университета Рутгерс Ню Джърси. През 1999 г. става доктор по физика в Градския колеж на Ню Йорк.

## Военна кариера
Марио Рънко постъпва в USN през юни 1978 г. През септември същата година е назначен за метеоролог в Монтерей, Калифорния. От април 1981 до декември 1983 г. служи на кораба USS Nassau (LHA-4). След това до декември 1986 г. е на служба на остров Ява в Индийския океан.

## Служба в НАСА
Марио Рънко е избран за астронавт от НАСА на 5 юни 1987 г., Астронавтска група №12. През август 1988 г. завършва курса на обучение и е включен в полетните графици по програмата Спейс шатъл. Марио Рънко е взел участие в три космически полета: и има над 551 часа в космоса. Осъществил е една космическа разходка с продължителност 4 часа и 28 минути.

### Космически полети
| Космически полети на Марио Рънко                                 | Космически полети на Марио Рънко | Космически полети на Марио Рънко | Космически полети на Марио Рънко | Космически полети на Марио Рънко | Космически полети на Марио Рънко     | Космически полети на Марио Рънко |
| №                                                                | Дата                             | КК                               | Емблема на мисията               | Функции                          | Продължителност                      |                                  |
| ---------------------------------------------------------------- | -------------------------------- | -------------------------------- | -------------------------------- | -------------------------------- | ------------------------------------ | -------------------------------- |
| 1                                                                | 24 ноември 1991                  | „Атлантис“, мисия STS-44         |                                  | Специалист на мисията            | 6 денонощия 22 часа 50 мин. 44 сек.  |                                  |
| 2                                                                | 13 януари 1993                   | „Индевър“, мисия STS-54          |                                  | Специалист на мисията            | 5 денонощия 23 часа 38 мин. 19 сек.  |                                  |
| 3                                                                | 19 май 1996                      | „Индевър“, мисия STS-77          |                                  | Специалист на мисията            | 10 денонощия 00 часа 40 мин. 10 сек. |                                  |
| Сумарно време в космоса – 22 денонощия 23 часа 08 минути 13 сек. |                                  |                                  |                                  |                                  |                                      |                                  |

## Награди
| Лента | Отличие                                         |
|       | Медал за отлична служба                         |
|       | Медал за похвална служба                        |
|       | Медал за похвала на USN                         |
|       | Медал на USN за отлична квалификация            |
|       | Лента за служба в USN                           |
|       | Медал на НАСА за участие в космически полет (3) |
|       | Медал на НАСА за изключителни заслуги           |